# Tesfay Gidey Hailemichael
Tesfay Gidey Hailemichael (* 1965) ist ein äthiopischer Generalmajor, der seit 2017 Kommandeur der UN-Truppen der United Nations Interim Security Force for Abyei (UNISFA) ist.

## Leben
Hailemichael trat 1983 in die äthiopischen Streitkräfte ein und fand nach Abschluss der Offiziersausbildung verschiedene Verwendungen im Heer. Er absolvierte ferner ein Studium im Fach Public Health am Siddarth HIV Research Institute, das er mit einem Master of Science (M.Sc. Public Health) abschloss. 1995 war er Absolvent des Ethiopian Defence Command and Staff College und war von 1997 bis 1998 Kommandeur einer Brigade. Nach weiteren Verwendungen war er zwischen 2003 und 2007 Kommandeur einer Division sowie von 2009 bis 2011 stellvertretender Kommandierender General eines Heereskorps. Im Anschluss wurde er 2011 Mitglied des Verteidigungsrates und war zwischen 2011 und 2014 Kommandierender General eines Heereskorps, ehe er im September 2014 Leiter der Stabsabteilung für Verteidigungslogistik der Streitkräfte wurde.
Am 23. Februar 2017 wurde Generalmajor Hailemichael als Nachfolger des ebenfalls aus Äthiopien stammenden Generalmajor Hassen Ebrahim Mussa von UN-Generalsekretär António Guterres zum Kommandeur der UN-Truppen der United Nations Interim Security Force for Abyei (UNISFA) ernannt, einer Friedensmission für das zwischen Sudan und Südsudan umstrittene Abyei-Gebiet und deren Einsatzkräfte fast ausschließlich von Äthiopien gestellt werden.
Hailemichael ist verheiratet und Vater von drei Kindern.